# Omul de zăpadă
Omul de zăpadă (norvegiană Snømannen, 2007) este un roman polițist de Jo Nesbø. Este al șaptelea din seria Harry Hole. A fost ecranizat în 2017 cu același titlu în regia lui Tomas Alfredson.

## În limba română
- Omul de zăpadă, Editura RAO, 2014

## Legături externe
- Site-ul oficial